# Scheibenschießen
Der Begriff Scheibenschießen stammt aus dem Schützenwesen.
„Scheibenschießen“ ist an sich keine Schießdisziplin, sondern ein Sammelbegriff aus unterschiedlichen Veranstaltungen, bei denen mit verschiedensten Schusswaffen auf Schießscheiben geschossen wird.
Beim Sportschießen in Wettkämpfen nach der Sportordnung des Deutschen Schützenbundes wird bei den verschiedenen Schießdisziplinen mit ihren unterschiedlichen Waffen festgelegt, auf welche Art von Scheiben geschossen wird und welche Eigenheiten diese Scheiben aufzuweisen haben.

## Geschichtliche Erwähnung
Das erste Bogenschießen auf Scheiben begann in historischen Zeiten mit Pfeil und Bogen. Dem folgte später die Armbrust und dann die ersten Schusswaffen. Ursprünglich diente das Schießen, wie bis heute überliefert, zur Ernährung und zur Hege durch die Jagd, damit einhergehend auch der kriegerischen Ertüchtigung der Schützen.
In alten Berichten werden aber auch schon so genannte Scheibenschießen erwähnt, die nicht nur der kriegerischen Ertüchtigung dienten, sondern auch schon Volksfestcharakter aufwiesen, so in der Ratsverordnung der Stadt Gifhorn zum Gifhorner Scheibenschießen 1661. Seit 1706 sind von diesen Schießen auch Schützenkönige überliefert. Diese Schießen wurden in der Regel noch mit Vorderlader-Waffen durchgeführt. In der Stadt Nienburg/Weser in Niedersachsen wird alljährlich ein als Nienburger Scheibenschießen bezeichnetes Schützenfest veranstaltet. In der Gemeinde Wettrup im Emsland findet alljährlich im Januar auch das Scheibenschießen statt.

## Arten von Schießscheiben

Trefferaufnahme beim Feldbogenschießen

### Bogenschießen
Bogenschützen verwenden für Wettkämpfe Scheibenhalter aus Strohgeflecht mit einem Durchmesser von 130 cm. Sonderformen sind möglich. Diese werden mit einer Neigung von ca. 10–15 Grad aufgestellt. Auf den Halter werden die eigentlichen Scheiben festgemacht. Die Ringe auf der Scheibe sind farblich hinterlegt. Die Scheibenmitte ist Gold (eigentlich Gelb) hinterlegt, weshalb der Wahlspruch der Bogenschützen auch lautet: „Alle ins Gold“.

### Luftgewehr, -pistole, Armbrust (10 m)

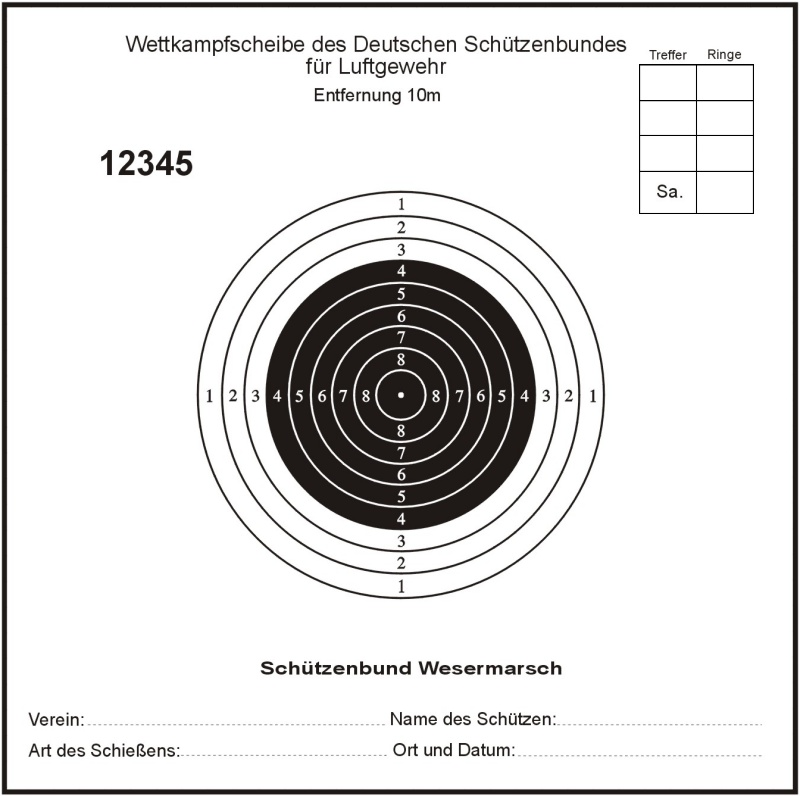
Schießscheibe Luftgewehr

Bei diesen Waffenarten werden Schießscheiben aus Pappe verwendet, die bei dem Schießen mit dem Luftgewehr und der Armbrust einen Durchmesser des schwarz-weißen Ringspiegels von 45,5 mm hat. Die Größe des Mittelpunktes der Scheibe, die „Zehn“, wurde im Laufe der Zeit immer weiter verkleinert. Die Zehn ist heute 0,5 mm groß, mit einer Toleranz von ±0,1 mm. Bei der Luftpistolenscheibe hat die Zehn einen Durchmesser von 11,5 mm.
Schießscheiben für das Luftgewehrschießen gibt es als Einzelscheiben, zusammengefasst mit 5 Spiegeln auf einem Papp-Streifen und als 10er-Streifen. Letztere werden heute überwiegend verwendet und die Schüsse mit elektronischen Auswertemaschinen ausgewertet. Schießscheiben für das Luftpistolenschießen gibt es nur als Einzelscheiben.

### Gewehr (50 m)
Beim Scheibenschießen mit Gewehren auf 50 m Entfernung hat der Ringspiegel einen Durchmesser von 15,44 cm und die Zehn ist 10,4 mm groß.

### Gewehr (100 m) und Pistole (Präzision 25–50 m)
Bei Gewehr 100 m, Vorderlader, Pistole 25 m (Präzision), Standardpistole und Pistole 50 m hat der Ringspiegel einen Durchmesser von 50 cm und die 10 ist 5 cm groß. Die Zehn ist zweigeteilt in Innen- und Außenzehn. Die Innenzehn ist nur noch 2,5 cm im Durchmesser groß. Der Punktewert ist in beiden Feldern gleich, aber die Anzahl der Innenzehntreffer (im Jargon „Mouches“ genannt) wird oft als Entscheidungskriterium bei sonstigem Punktegleichstand herangezogen.

### Wurfscheiben
Beim Wurfscheibenschießen wird nicht auf statische Schießscheiben geschossen, sondern auf fliegende Ziele, die wegen ihrer platten Form „Scheiben“ genannt werden. Es wird mit Flinten durchgeführt, die Schrotmunition verschießen, und ist heute eine Wettkampfdisziplin, angelehnt an den jagdlichen Bereich. Die Wurfscheiben haben einen Durchmesser von 95 bis 98 mm und sollen farblich gegen den Himmel erkennbar sein. Sie sind zusätzlich mit einem Farbpulver gefüllt, welches das Zerplatzen beim Treffen deutlich anzeigt.

## Medien
Im Film Robin Hood, König der Vagabunden (The Adventures of Robin Hood) (1938) erringt sich Errol Flynn in der Titelrolle bei einem Scheibenschießen mit dem Langbogen die Aufmerksamkeit von Maid Marian (Olivia de Havilland).